# Festival international du court-métrage de l'Outaouais
Le Festival international du court-métrage de l'Outaouais (ficmo) est un festival qui récompense annuellement depuis 2013, des courts-métrages québécois de la région de la capitale-nationale, de l'Outaouais et aussi à travers le monde. Le Festival international du court-métrage de l'Outaouais est en partenariat avec le Festival du Film de l'Outaouais (FFO).
Pendant 7 jours, le FFO présente une sélection de plus de 100 films projetés sur plusieurs sites à Ottawa et en Outaouais. Les meilleurs courts métrages, sélectionnés par un jury, seront tous présentés lors de la soirée FICMO.

## Prix décernés[2]
| Meilleur court-métrage | Prix l'effet court |
| --- | --- |
| - 2013: Mikka d'Alexandre Carrière - 2014: Chat de Ilan Cohen - 2015: Prends-moi d'Anaïs Barbeau-Lavalette & André Turpin - 2016: Phosphenes de Frida Harari Sitton - 2017: | - 2013: Sans lendemain d'Éric Baril - 2014: Les Heures blanches de Karim Bensalah - 2015: Jamais je ne t'oublierai d'Alexandre Desjardins - 2016: Le$$ de Sara Ben Saud et Francis Leduc - 2017: |

| Prix coup de cœur | Meilleur film d'animation |
| --- | --- |
| - 2013: Chloé de Marc-Olivier Comeau et Fabrice-Édouard La Roche-Francoeur - 2014: Look Up, Son de Lévy L. Marquis et Éric Baril - 2015: Last Call de Camille Delamarre - 2016: Le grand jeu d'Agnès Vialleton - 2017: | - 2014: Lettres de femmes d' Augusto Zanovello - 2015: Bang Bang ! de Julien Bisaro - 2016: Ma crise de cœur de Sheldon Cohen - 2017: Catherine de Britt Raes - 2018: |

| Prix du public | Meilleure fiction |
| --- | --- |
| - 2013: La Guidoune de St-André de Lévy L. Marquis, Éric Baril et Marilou Lajoie - 2014: Time 2 Split de Fabrice Bracq - 2015: Vous êtes très jolie mademoiselle de Thierry Terrasson - 2016: Maurice de François Jaros - 2017: | - 2016: Phosphenes de Frida Harari Sitton - 2017: Une formalité de Pierre-Marc Drouin et Simon Lamarre-Ledoux - 2018: |

| Meilleur documentaire                                                             |
| --------------------------------------------------------------------------------- |
| - 2016: Kettle de Lucius Dechaussay - 2017: Floyd de Pierre-Yves Beaulieu - 2018: |